# Les Verrières
För andra betydelser, se Les Verrières (olika betydelser).
Les Verrières är en ort och kommun i kantonen Neuchâtel, Schweiz. Kommunen har 649 invånare (2023).